# Sporting Club abbevillois Football Côte picarde
Cet article concerne le club de football. Pour le club omnisports, voir Sporting Club Abbeville (Omnisports).
Cet article concerne le club de football. Pour la section Hockey, voir Sporting Club Abbeville (hockey sur gazon).
Maillots
Dernière mise à jour : 29 mai 2022.
Le Sporting Club abbevillois Football Côte Picarde, appelé jusqu'en 1987 le Sporting Club abbevillois, est un club de football français basé à Abbeville, dans le département de la Somme, fondé en 1901.
Le club Picard a pour unique activité le football jusqu'en 1902, avant que le club ne change d'appellation et devienne omnisports. Après la Seconde Guerre mondiale et avoir participé au championnat professionnel de Division 3 en 1937, le club stagne dans les divisions régionales jusqu'au milieu des années 1960 avant d'accéder au niveau national en 1965. Après être redescendu en ligue régionale en 1977, le SC Abbeville connaît alors plusieurs montées successives, jusqu'à accéder en 1980 au championnat de Division 2, antichambre de l'élite professionnelle.
Après avoir connu le dépôt de bilan en 1990, le club stagne majoritairement dans les années 2000 en CFA 2 (avec une montée en CFA grâce à une 1re place lors de la saison 2000-2001) avant de retrouver le championnat de Division Honneur à l'issue de la saison 2007-2008. Le club compte également huit victoires en Coupe de Picardie, la première datant de 1930.
L'équipe évolue depuis septembre 1922 au stade Paul-Delique, alors nommé Stade des Sports, du nom d'un ancien joueur et président fondateur du club. Auparavant, le club jouait dans différents terrains de la ville dont celui de la Porte du Bois.
Le club est présidé par David Renoire depuis novembre 2019. L'équipe première évolue lors de la saison 2022-2023 en Régional 2, soit l'équivalent de la septième division française.
De nombreuses stars du foot sont passées à Abbeville comme Didier Drogba, Ibrahim Ba ou encore Bernard Lama à leurs débuts.

## Histoire

### Les débuts du club (1902-1936)
Au début du XXe siècle, un club de football est fondé à Abbeville. En effet, à la suite d'une réunion initiée par le docteur Claude Neuilles, douze Abbevillois dont Paul Delique, décident de créer le Foot-Ball Abbevillois (FBA). Une année après la création officielle de ce dernier en 1901, le club participe à son premier match officiel, joué le 26 janvier 1902, face à l'Amiens AC créé également quelques mois auparavant, qui s'impose sur le score de treize à zéro. Sous l'impulsion du premier président et fondateur du club Claude Neuilles, le Foot-Ball abbevillois change de dénomination en Sporting Club Abbevillois (SCA) et élargit ses activités sportives, devenant omnisports en décembre 1902 et se rattachant à l'union des sociétés françaises de sports athlétiques. Après que l'association est déclarée le 24 décembre 1902 à la préfecture de la Somme, le club prend dès lors part au championnat de Picardie que l'Amiens AC remporte régulièrement durant les années 1900 sauf en 1907, où le SCA, après avoir remporté et terminé premier de son championnat régional, s'incline en deuxième tour préliminaire face au CPN Châlons-sur-Marne lors du championnat de France.
La Première Guerre mondiale oblige le club à suspendre ses activités. Après cette dernière, Paul Delique succède à Claude Neuilles. L'ancien joueur du club décide de réunir pour sa première saison trois équipes, toutes composées de joueurs abbevillois. Aidé par M. Gary le trésorier nommé par le nouveau président, l'équipe première remporte le titre de champion de Picardie pour la deuxième fois de son histoire en 1919, et accède au huitième de finale de la finale nationale USFSA. Cependant, le futur vainqueur de la compétition, le Havre AC, remporte le match par deux buts à zéro. Fort de ces résultats, le club picard par l'intermédiaire de la majorité des fondateurs du club dont Paul Delique et Emile Lotty, voit la construction d'un nouvel édifice sportif inauguré en septembre 1922. Effectivement, le Stade des Sports, aujourd'hui renommée Stade Paul-Delique, comprend alors deux terrains de football, ainsi que de terrains de différents sports pratiqués par les autres sections du club.
L'année suivant la création du nouveau stade, Paul Delique décide de quitter le club. Son remplacement est effectué deux années plus tard par M. Lerebours. Le club se stabilise au niveau régional, effectuant de nombreuses montées et descentes durant les années 1920. Après être descendu en Division d'Honneur B en 1924, le club remonte l'année suivante en Division d'Honneur. Cependant, et malgré la présence du joueur international français André Hurtevent sur le terrain, le SC Abbeville est de nouveau contraint de redescendre au plus bas échelon régional en 1927, terminant à la dixième place de son groupe. En 1928, E. Lotty remplace M. Lerebours. Il permettra à son club de revenir en Division d'Honneur B, quittée une année auparavant. En 1932, alors que le club abbevillois participe à sa troisième saison consécutive dans cette division, le SCA arrive pour la première fois de son histoire à se hisser en trente-deuxième de finale de Coupe de France. Le Havre AC reçoit au Stade de la Cavée verte le club picard, qui s'incline sur le score de cinq à trois. Cependant, l'équipe première, finissant à trois reprises second de leur groupe durant les années 1930, n'arrive pas à monter au niveau supérieur.

### Bref passage professionnel (1936-1937)
En 1936, M. Dumont président depuis deux ans ayant remplacé M. Crépin, décide de créer une équipe professionnelle. Le Sporting Club Abbeville fait alors partie d'un championnat d'une dizaine d'équipes, majoritairement nordistes. Les joueurs entraînés par M. Dufert ne remportent que quatre victoires, s'inclinent à huit reprises et laissent le RC Arras et l'US Tourcoing monter en Division 2. Même si aucune relégation n'était possible lors de ce championnat, le club abbevillois se retire de la compétition un an plus tard en manque de recettes financières. Le club perd donc son statut professionnel au bout d'une seule saison.

### Niveau régional et départemental (1937-1965)
Après être contraint de renoncer à son statut professionnel, le club ne retient que deux joueurs présents lors de la saison 1936-1937 l'année suivante. Redescendu en première division picarde (niveau départemental), le club enregistre au début de la Seconde Guerre mondiale, le retour d'André Hurtevent en tant qu'entraîneur et de Paul Delique en tant que président. Pour autant, leurs différents retours ne s'effectuent que lors d'une seule saison.
Après la Seconde Guerre mondiale, M. Dumont puis M. Thuillier deviennent respectivement président du club en 1945 et 1946. P. Leroy, entraîneur de l'équipe première depuis 1946, permet au club abbevillois de retrouver la Promotion d'Honneur dès sa première année d'activité. Cependant, il est remplacé en 1951 par M. Briois, le club étant de nouveau relégué. Ce nouvel entraîneur a été introduit à ce poste par P. Deraine, qui devient en 1950 le neuvième président du SC Abbeville. Au bout d'une saison, le club remporte son premier véritable trophée : la Coupe de Picardie. Ce titre est également accompagné d'une nouvelle accession en Promotion d'Honneur en 1953. L'année suivante, le club est éliminé en trente-deuxième de finale de la Coupe de France par La Bastidienne Bordeaux (1-0), équipe évoluant en Championnat de France amateur.
Après s'être installé au sein de cette division, l'ancien joueur lillois Jean-Marie Prévost devenu entraîneur, fait monter le club en Division d'Honneur. Cependant, et après avoir effectué cinq saisons, il est démis de ses fonctions en raison d'une nouvelle descente. André Hurtevent revient au club en 1961 et permet de nouveau au SC Abbeville de participer à la Division d'Honneur. Edouard Harduin, qui l'a remplacé en tant qu'entraîneur en 1964, réussit également à faire monter le club, en Championnat de France amateur, plus bas échelon national.

### Niveau national (1965-1980)
Lors de la saison 1966-1967, le club décide de se renforcer afin de consolider sa place en Division d'Honneur. Il recrute pour cela des joueurs expérimentés dont Georges Vincent, gardien âgé de 35 ans, et qui évolue durant les années 1950 en Division 1 dans les clubs de l'UA Sedan-Torcy et du FC Nancy ou encore Gérard Lenglet qui joue dans la moitié des années 1950 au Lille OSC, également en première division. Ce recrutement permet au club de se maintenir en Division d'Honneur, de remporter la Coupe de Picardie qui avait été également remportée une année auparavant, et de participer au premier seizième de finale du club en Coupe de France. Après avoir éliminé l'AS Cherbourg au tour précédent, le RC Lens élimine à Amiens l'équipe où évolue alors Guy Hernas, ancien attaquant du Stade rennais université-club. Une année plus tard, François Wicart remplace Edouard Harduin.
Stabilisant le club durant sept saisons en troisième division, il ne peut accéder à la division supérieure échouant à de nombreuses reprises la montée, terminant à trois reprises troisième en 1969, 1972 et 1973. Le Red Star bat le SCA en seizième de finale de  Coupe de France, deux buts à zéro lors de la saison 1972-1973. Durant la moitié des années 1970, Joseph Donnard puis Claude Andrien maintiennent difficilement le club en Division 3, notamment après être repêché à la moyenne de spectateurs en 1976. Cependant, une année plus tard, le club est relégué en Division d'Honneur, terminant quatorzième de leur groupe. Robert Tyrakowski remplace Claude Andrien à l'issue de la saison 1977-1978, ce dernier réussissant à faire remonter l'équipe fanion en Division 4 Nord, et a remporté la Coupe de Picardie.
Pour son retour au niveau national, le club termine premier au classement, montant hiérarchiquement pour la seconde saison de suite. Renforcé par le gardien Laurent Glachant, Abbeville monte de nouveau la saison suivante, accédant ainsi pour la première fois de son histoire en seconde division en 1980.

### Découverte de la Division 2 (1980-1990)
Le

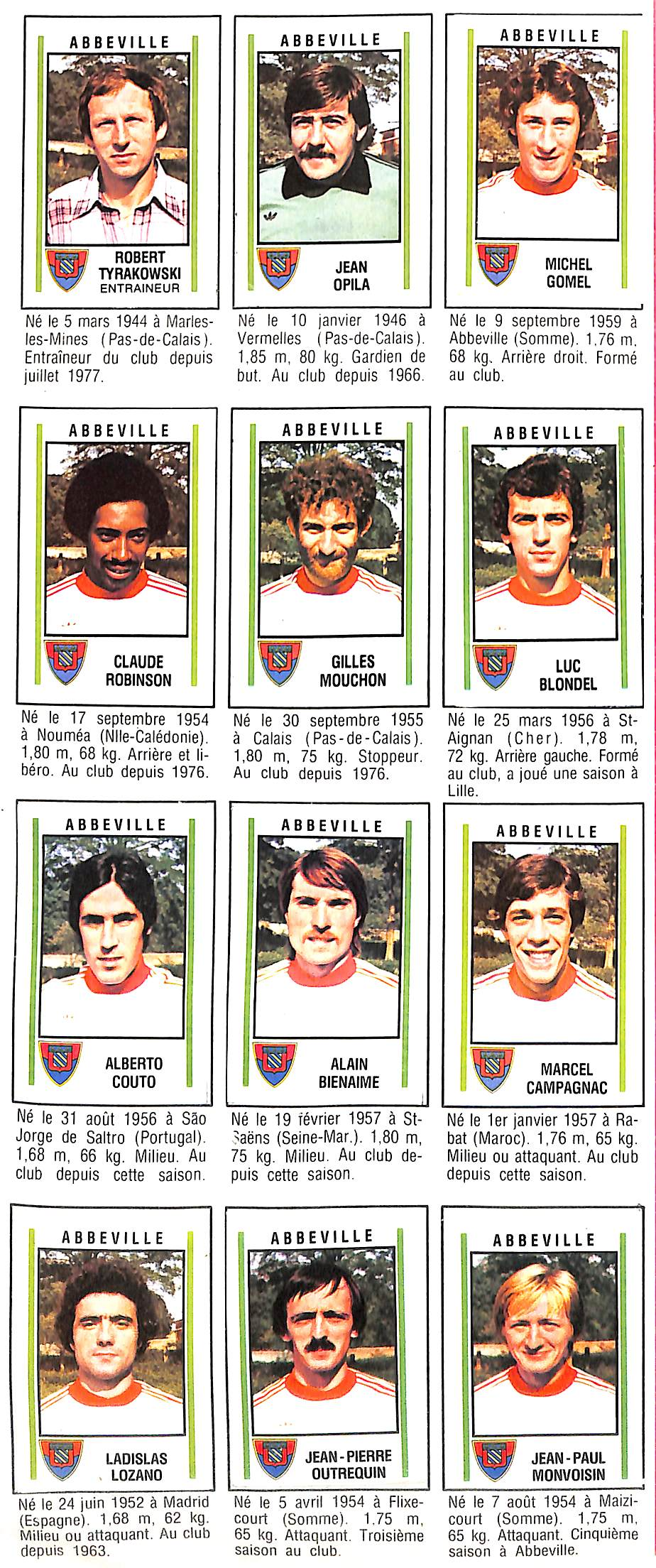
saison 1980-1981 D2

SC Abbeville se maintient en Division 2 de 1980 à 1990 et retrouve même un statut professionnel en 1986. Le premier match gagné à ce niveau, lors de la saison 1980/1981, aura lieu le samedi 30 août 1980 à domicile contre l'AAJ Blois pour le compte de la 4e journée.
Durant cette période, le club réussira à assurer son maintien chaque saison. Il ne finira que deux fois au-dessus de la 10e place, 9e en 1982/1983 et en 1985/1986. La fin de cette période est difficile avec un dépôt de bilan (prononcé le 11 mai 1990 par le tribunal administratif d'Abbeville) et un retour dans les profondeurs de la hiérarchie. Le dernier match professionnel du SCA est le match contre le RC Lens au stade Félix-Bollaert le samedi 5 mai 1990, se concluant par une sévère défaite.
À ce jour, la dernière victoire en pro a eu lieu à domicile le samedi 31 mars 1990 à Paul-Delique contre le Tours FC, victoire 2 - 1.

### Dépôt de bilan et retour au niveau régional (1990-1996)
Après un dépôt de bilan, le club doit abandonner son statut professionnel et sous la présidence de J.Fortier, le club redémarre donc en Division d'Honneur. Attendu sur tous les terrains de Picardie, le club finira à une pénible 11e place synonyme de descente en Promotion d'Honneur (2e niveau régional).
Heureusement après 2 saisons en Promotion d'Honneur, le club remporte le championnat de PH (7e Division) en 1992-1993 et revient donc en DH pour la saison 1993-1994 sous les ordres de Jean-Louis Delecroix.
Lors de la saison 1994-1995, le Président J.Fortier nomme à la tête de l'équipe Monsieur Robert Tyrakowski, l’entraîneur ayant amené le SCA en Division 2. Le succès est immédiatement au rendez-vous avec une 3e place, puis un titre de Champion de DH en 1995-1996 synonyme de grand retour à l'échelle nationale !

### Retour en Championnat de France (1996-2008)
Le club est de retour en Championnat de France Nationale 3 (puis renommé CFA 2), avec comme nouveau président Jean-Marc Blieux. Après quatre ans passés à nouveau à la tête du SCA, Monsieur Robert Tyrakowski cède sa place à Michel Albaladéjo pour la saison 1998-1999 après avoir maintenu le club en CFA 2.
Sous les ordres de Michel Albaladejo, le SCA connaîtra une progression de saison en saison allant même jusqu'à finir 1er de son groupe en 2000-2001 est de retrouver le Championnat de France amateur de football (4e Division) lors de la saison 2001-2002. Après s'être maintenu lors du dernier match de la saison 1998-1999 en décrochant un succès lors de l'ultime journée à Gravelines. Durant cette période le club remportera le doublé Coupe de Picardie - Coupe de la Somme lors de la saison 1999-2000.
Revenu en CFA 2, dès la saison suivante, le coach sera finalement débarqué en milieu de saison 2002-2003, Patrice Bronchart, son adjoint assurant l'intérim.
En 2003-2004, un nouveau changement de président (Frédéric Philippe) et d’entraîneur (Robert Buchot) verra le club finir à une difficile 12e place.
Le SCA flirtera plusieurs fois avec la relégation jusqu'à ne pouvoir l'éviter en 2007-2008, sous les ordres de Mickaël Debève et de S.Hornoy, président ayant succédé à Frédéric Philippe en cours de saison 2005-2006.
Durant cet intervalle, le Sporting remportera la Coupe de Picardie lors de la saison 2005-2006.

### Retour au niveau régional (depuis 2008)
La saison 2008-2009, commencera par une refonte de l'encadrement du club, avec la nomination comme président de Didier Gédon et de Thierry Dobelle en entraîneur.
Après deux saisons correctes en championnat (5e puis 4e) et une victoire en Coupe de la Somme pour la saison 2009-2010, le président Gédon nomme Jérôme Dutitre, l'enfant du pays, à partir de la saison 2010-2011 pour finir à une 3e place.
Les saisons 2011-2012 (5e), 2012-2013 (8e) et 2013-2015 (7e) seront plus compliquées, le SCA glissant sportivement vers la fin du tableau de Division d'Honneur.

#### Un risque de disparition
De plus, des problèmes financiers viendront plomber le club avec une mise sous tutelle de la section foot par le Sporting Club Abbeville Omnisports et son président Jean-Luc Desmarest. Un risque de disparition pure et simple de la section Foot est même évoqué durant plusieurs mois.
Finissant alors tant bien que mal la saison 2014-2015 à une pénible 11e place synonyme de relégation, le club repart en 2015-2016 en Promotion d'Honneur mais n'y reste heureusement pas longtemps.

#### Un nouveau départ et un retour à la case départ
Sous les ordres de l'ancien pro Christophe Wargnier (défenseur de l'Amiens SC entre 1999 et 2002), les Abbevillois remontent immédiatement en DH. Le club s'est alors profondément renouvelé dans son encadrement et dans ses statuts. Il devient dès lors indépendant, ne faisant plus partie du SCA omnisports. Le SCA football est désormais un club à part entière, avec un nouveau président Monsieur Jérôme Crépin et un nouveau bureau.
Lors de la saison 2017-2018, le Sporting rivalise toute la saison dans le groupe de tête en Régional 1 et terminera 4e avec 51 points en 28 matchs, à quatre points de la montée directe en National 3 et à deux points d'un barrage pour accéder à cette même division.
Par contre, en Coupe de France, le SCA connaîtra le pire affront de son histoire. En effet, Abbeville, leader de Régional 1, se retrouve éliminé par Miannay, village voisin distant de quelques kilomètres, pensionnaire de District 1 de la Somme (soit 3 divisions en dessous) et composé d'anciens Abbevillois, aux tirs au but (1-4) après un piètre match nul (0-0 a.p.).
En revanche, la saison 2018-2019 sera plus compliquée sur le plan sportif. En effet, les Abbevillois sont sortis dès le 4e tour de la Coupe de France par l'ESC Longueau (Régional 2, 2-3) avant de subir un affront en Coupe régionale contre la réserve du Touquet AC (Régional 3, 3-3 puis 4-5 aux tirs au but).
En championnat, ce n'est guère mieux car, après 13 journées de championnat (soit à la mi-saison), le SCA compte 8 petits points (2 victoires, 3 nuls et 8 défaites dont une par pénalité, soit 1 point en moins) et a subi l'un des pires affronts de l'histoire du club en championnat en s'inclinant 5 buts à 1 à Ailly-sur-Somme (à ce moment-là moins bonne attaque du championnat avec seulement 6 buts inscrits en 13 matchs), les cinq buts étant inscrits dans la seule deuxième mi-temps.
Cette saison se termine d'ailleurs sur une descente en R2 avec 25 points en 26 matchs, à 5 points du premier non-reléguable, après 3 ans dans l'élite régionale. En novembre 2019, M. Crépin devient président-délégué et est accompagné de David Renoire, ancien joueur du Club des années 1990 à 2019. Ce dernier prendra seul la tête du Sporting pour la saison 2020-2021.

#### Du renouveau avec les anciens du club?
Lors d'une assemblée générale du club en novembre 2019, le président Jérôme Crépin a annoncé qu'il quittait la présidence du SCA pour passer le relais à David Renoire afin de provoquer un nouveau souffle pour l'équipe première et les jeunes. Mais David Renoire n'est pas un inconnu au club. En effet, c'est un ancien joueur du club, de 1991 à 1994 dans les catégories minimes et cadets, puis de 1996 à 2000 en CFA2 et depuis 2004 en CFA2 avec l'équipe première, puis en Ligue et District avec les différentes équipes réserves.
Le 16 avril 2020, en raison de l'épidémie de coronavirus qui touche tout le pays, et à la suite de l'arrêt de tous les championnats amateurs sur décision de la FFF, Abbeville est de retour en Régional 1 grâce à une moyenne de points par match suffisante (2,09 points par match). L'équipe sera toujours entraînée par Mathieu Vallois, lui aussi ancien joueur du club de 1992 à 2001, de benjamins à juniors et CFA2, puis de 2002 à 2004 en CFA2 et enfin de 2005 à 2010 en CFA2 puis DH.
La saison 2020-2021 est déclarée « saison blanche » par la FFF à la suite de l'augmentation de la pandémie de coronavirus, ce qui veut dire qu'Abbeville se maintient en R1 grâce à sa cinquième place (une victoire, deux matchs nuls et une défaite).
Durant la saison 2021-2022, le Sporting va fêter ses 120 ans d'existence avec l'équipe première évoluant en R1 et l'équipe réserve en D1 (district de la Somme). Au cours de cette saison, il est évoqué par les dirigeants... un projet de fusion entre les clubs abbevillois.

#### Vers un projet de fusion?
En octobre 2021, il est évoqué pour la première fois depuis un certain temps un projet de fusion entre les différents clubs abbevillois : le SC Abbeville, l'US Abbeville (quartier de Rouvroy / Mautort) et l'AS Abbeville Menchecourt Thuison La Bouvaque. C'est en tout cas l'idée développée par le président de l'US Abbeville, Jean-Bernard Dairaine, qui serait suivi par David Renoire et Pascal Demarthe, maire d'Abbeville.
Ce projet ne serait qu'à l'état d'embryon et ne fait pas l'unanimité dans le football abbevillois, avec notamment divers arguments (éloignement des jeunes de leur club d'origine, guerre d'égos, rotation des terrains selon les différents quartiers...) mais quelques atouts (création d'un grand club à Abbeville, nouvelles ambitions en progression, une seule subvention pour le club...). Éric Dairaine (démissionnaire depuis), président de l'AS Menchecourt, ne serait pas contre une fusion mais son équipe dirigeante vient de reprendre le club du quartier de Menchecourt, donc il faut laisser du temps au projet. Jean-Bernard Dairaine et David Renoire seraient eux pour une fusion... mais dans un premier temps entre le SC Abbeville et l'US Abbeville.
Il est à noter que le président du SCA, David Renoire, n'a pas exprimé publiquement son opinion sur cette rumeur. De plus, aucune annonce n'a été faite lors de l'assemblée annuelle du SCA en novembre 2021.

#### Une nouvelle descente en Régional 2 (2022)
Le 22 mai 2022, après deux victoires consécutives contre l'Olympique Grande-Synthe et l'US Pays de Cassel, le Sporting se déplace à Steenvoorde, dans le Nord, concurrent direct au maintien à égalité de points. Malgré des efforts considérables, les Abbevillois prennent un but des Steenvoordois à la 82e minute. Abbeville s'incline 1-0 et se retrouve à 3 points du premier non-reléguable à un match de la fin, donc mathématiquement toujours en course. Néanmoins, la différence de buts particulière entre Abbeville, Steenvoorde et la réserve de l'USL Dunkerque est au désavantage des joueurs samariens (victoires de Steenvoorde 3-1 puis 1-0 ; victoire de Dunkerque 3-1 et match nul 1-1), de ce fait le retard est alors impossible à rattraper. Le SC Abbeville est donc relégué en Régional 2 avant de jouer son dernier match au stade Paul-Delique devant l'AS Marck, d'ailleurs perdu 3 buts à 1.

#### Un nouveau passage compliqué en R2 (depuis 2022)
Relégué en Régional 2 pour la saison 2022-2023, le SC Abbeville a comme simple objectif de remonter en Régional 1, au maximum sur 2 ans. Néanmoins, la mairie ayant annoncé une diminution drastique de la subvention municipale en cas de non-montée à la fin de la saison 2022-2023, c'est la dernière chance pour Abbeville de remonter en R1. Cela se justifie par le fait qu'une ville comme Abbeville, peuplée de 22 000 habitants et un bassin de population de 30 000 habitants, une notoriété dépassant les frontières régionales, avec une histoire footballistique en Division 2 professionnelle dans les années 1980 et de nombreuses saisons en CFA et CFA2, ayant un stade de 5 000 places et un budget de près de 250 000 €, ne peut pas se limiter à jouer en R2, alors que par exemple les voisins de Gamaches, bourgade et chef-lieu de canton de 2 600 habitants, tributaire d'une petit stade de 1 500 places et d'un budget de 80 000 €, jouent au même niveau que le SCA et leur tiennent largement tête.
Partant dans cette optique, les Abbevillois réalisent un bon parcours en Coupe de France en jouant un 5e tour contre l'US Vimy (N3) et commencent idéalement leur championnat par 2 victoires en 2 matchs, mais très vite, la machine s'enraye... Défaite 2-1 contre Outreau à Delique, matchs nuls chez la réserve du Touquet AC et à Delique contre Nogent-sur-Oise, 2 reléguables. Pas le mieux du monde avant de préparer le derby contre Gamaches, lui aussi auteur d'un début moyen. Et après un nul contre les Verts de Gamaches 2-2 après avoir mené 2-0 au bout de 30 minutes, les Abbevillois sont 4e du classement mais à déjà à 4 points du 2e Ailly-sur-Somme, une place qui permettrait de monter en R1, et seulement 3 points d'avance sur le premier reléguable. Les Abbevillois sont-ils en train de laisser filer la montée ? La réponse viendra au fur et à mesure de la saison, avec on l'espère une issue positive pour le club de la capitale de la Côte picarde. Sous peine de passer de sombres années pour la suite...
Cependant, le 20 novembre 2022, Abbeville touchera le fond en 1/32e de finale de la Coupe de la Ligue des Hauts-de-France avec une élimination face à l'US Lille Moulins Carrel, 6e du championnat de Régional 3, pour une défaite 4 buts à 1, alors que le SCA menait 1-0...

#### La fusion confirmée entre le SC Abbeville et l'US Abbeville (saison 2023-2024)
Lors de l'assemblée générale du club le 14 novembre 2022, le maire Pascal Demarthe a confirmé, après l'accord entre les clubs, qu'une fusion aura bien lieu en juillet 2023 entre le SC Abbeville, club historique fanion de la ville, et l'US Abbeville, deuxième club de la ville et représentant historique des quartiers de Rouvroy et Mautort, quartiers ouvriers de l'ouest d'Abbeville. Les deux clubs finissent leur saison dans leurs championnats respectifs, le SCA en Régional 2 et l'US en Régional 3, puis fusionneront en juillet 2023 et entameront la saison 2023-2024 sous les couleurs d'un nouveau club, des U7 aux Seniors A. Peut-être sous les couleurs du SC Abbeville...

## Identité et image

### Noms
Le premier nom du club est le Foot-Ball Abbevillois (FBA), de 1901 à 1903. Il deviendra ensuite le Sporting Club Abbeville (SCA), rattaché au club omnisports homonyme. Une fusion avec le Véloce Club Abbevillois (VCA) en 1908 donnera à un changement de nom, le Sporting Club Véloce Club Abbeville (SCVCA) très vite redevenu le Sporting Club Abbeville.
En 1987, pendant la période en D2, le SCA nouera un partenariat avec l'office de tourisme d'Abbeville et des communes de la Côte picarde pour une opération de promotion de la région sur le plan national. Le SCA devient alors le Sporting Club Abbeville Côte picarde, gardant toutefois ses initiales SCA.
En 2015, alors que le SCA Foot est proche d'une disparition, Jérôme Crépin, tout juste nommé président du club, décide avec l'accord du Conseil d'administration du club une scission d'avec le club omnisports, de ce fait l'ex-section foot devient un club indépendant et s'appelle le Sporting Club Abbevillois Foot Côte picarde, qui est toujours son nom actuel.
| Foot-Ball abbevillois 1901-1903   |                                   |                                   |                                   |                                                         |                                   |  |  |                                   |                                   |                                   |                                   |                                   |                                   |  |  |  |  |  |  |  |  |
|                                   |                                   |                                   |                                   |                                                         |                                   |  |  |                                   |                                   |                                   |                                   |                                   |                                   |  |  |  |  |  |  |  |  |
| Sporting Club Abbeville 1903-1908 | Sporting Club Abbeville 1903-1908 | Sporting Club Abbeville 1903-1908 | Sporting Club Abbeville 1903-1908 | Sporting Club Abbeville 1903-1908                       | Sporting Club Abbeville 1903-1908 |  |  | Véloce Club abbevillois 1904-1908 | Véloce Club abbevillois 1904-1908 | Véloce Club abbevillois 1904-1908 | Véloce Club abbevillois 1904-1908 | Véloce Club abbevillois 1904-1908 | Véloce Club abbevillois 1904-1908 |  |  |  |  |  |  |  |  |
| Sporting Club Abbeville 1903-1908 | Sporting Club Abbeville 1903-1908 | Sporting Club Abbeville 1903-1908 | Sporting Club Abbeville 1903-1908 | Sporting Club Abbeville 1903-1908                       | Sporting Club Abbeville 1903-1908 |  |  | Véloce Club abbevillois 1904-1908 | Véloce Club abbevillois 1904-1908 | Véloce Club abbevillois 1904-1908 | Véloce Club abbevillois 1904-1908 | Véloce Club abbevillois 1904-1908 | Véloce Club abbevillois 1904-1908 |  |  |  |  |  |  |  |  |
|                                   |                                   |                                   |                                   |                                                         |                                   |  |  |                                   |                                   |                                   |                                   |                                   |                                   |  |  |  |  |  |  |  |  |
|                                   |                                   |                                   |                                   | Sporting Club Abbeville 1908-1987                       |                                   |  |  |                                   |                                   |                                   |                                   |                                   |                                   |  |  |  |  |  |  |  |  |
|                                   |                                   |                                   |                                   |                                                         |                                   |  |  |                                   |                                   |                                   |                                   |                                   |                                   |  |  |  |  |  |  |  |  |
|                                   |                                   |                                   |                                   | Sporting Club Abbeville Côte Picarde 1987-2015          |                                   |  |  |                                   |                                   |                                   |                                   |                                   |                                   |  |  |  |  |  |  |  |  |
|                                   |                                   |                                   |                                   |                                                         |                                   |  |  |                                   |                                   |                                   |                                   |                                   |                                   |  |  |  |  |  |  |  |  |
|                                   |                                   |                                   |                                   | Sporting Club Abbevillois Foot Côte Picarde depuis 2015 |                                   |  |  |                                   |                                   |                                   |                                   |                                   |                                   |  |  |  |  |  |  |  |  |

### Couleurs
Pour une raison inconnue, les premières couleurs du FBA sont le noir et le magenta. Les joueurs jouent alors avec un ensemble noir et un logo magenta.
Lors du changement de nom en 1903, le SCA adopte les couleurs bleu et rouge, les couleurs du blason de la ville d'Abbeville. Les couleurs ont toujours été gardées par le SCA, même si parfois les couleurs ont été inversées (maillot rouge et short bleu ou l'inverse).

### Logos
Le logo du club représente le blason de la ville d'Abbeville avec 1901, la date de la fondation du club. On retrouve aussi le canard comme animal emblème de la Baie de Somme. Un logo en forme carré est d'abord utilisé (droite). C'est le premier logo officiel du club. Il est par la suite modernisé à partir de 2021 pour passer sous la forme d'un blason avec les mêmes éléments et emblèmes du club et de la ville retrouvés.

Logo de 1990 à 2021
Logo à partir de 2021.

### Maillots
| \| 1901 \| 1918-1919 \| 1927-1928 \| 1934-1935 \| 1948-1949 \| 1955-1956 \| 1962-1963 \| \| 1965-1966 \| 1977-1981 \| 1981-1982 \| 1982-1983 \| 1983-1984 \| 1984-1985 \| 1985-1986 \| \| 1986-1987 \| 1987-1988 \| 1988-1989 \| 1989-1990 \| 1990-1998 \| 1998-2000 \| 2000-2004 \| \| 2004-2008 \| 2008-2015 \| 2015-12/17 \| 01/18-11/19 \| 05/10/2019 (Octobre Rose, · SCA - US Breteuil) \| 11/2019-2022 \| 2022-... \| |           |            |             |                                                |              |           |
| 1901 | 1918-1919 | 1927-1928  | 1934-1935   | 1948-1949                                      | 1955-1956    | 1962-1963 |
| 1965-1966 | 1977-1981 | 1981-1982  | 1982-1983   | 1983-1984                                      | 1984-1985    | 1985-1986 |
| 1986-1987 | 1987-1988 | 1988-1989  | 1989-1990   | 1990-1998                                      | 1998-2000    | 2000-2004 |
| 2004-2008 | 2008-2015 | 2015-12/17 | 01/18-11/19 | 05/10/2019 (Octobre Rose, · SCA - US Breteuil) | 11/2019-2022 | 2022-...  |

### Sponsors et équipementiers
| Période           | Équipementier  | Sponsor principal                               |
| ----------------- | -------------- | ----------------------------------------------- |
| 1968 – 1977       | Le Coq Sportif |                                                 |
| 1977 - 1979       | Adidas         | Meubles Lefranc Abbeville                       |
| 1979 - 1980       | Adidas         | Rond-Point Abbeville                            |
| 1980 - 1982       | Adidas         | Chausettes Kindy                                |
| 1982 - 1984       | Adidas         | Crédit du Nord                                  |
| 1984 - 1986       | Adidas         | SDA                                             |
| 1986 - 1990       | Adidas         | Samda Assurances                                |
| 1990 - 1992       | Adidas         | Rond-Point Abbeville                            |
| 1992 - 1993       | Adidas         | Europe 2                                        |
| 1993 - 1996       | Adidas         | Rond-Point Abbeville                            |
| 1996 - 2000       | Adidas         | Bruant Matériaux Rue                            |
| 2000 - 2002       | Adidas         | Bruant Matériaux Rue Champion Abbeville         |
| 2002 - 2008       | Adidas         | Bruant Matériaux Rue Géant Casino Abbeville     |
| 2008 - 12/2017    | Kappa          | Hyper U Abbeville Demouselle Abbeville          |
| 01/2018 - 11/2019 | Nike           | Demouselle Abbeville                            |
| 11/2019 - 2022    | Nike           | Siligom Lagrange Abbeville Demouselle Abbeville |
| 2022 -            | Nike           | Neocopie Amiens                                 |

En 1968, la publicité est adoptée dans le football. Dans les années 1970, le SC Abbeville était sponsorisé par les Meubles Lefranc (1977-1979) puis par l'hypermarché Rond-Point d'Abbeville (sponsor historique depuis 1979). Dans les années 1980, autrement dit les années D2, le club sera sponsorisé par l'entreprise Kindy (1980-1982), spécialiste des chaussettes, puis par le Crédit du Nord (1982-1986). En 1986, avec l'adoption du statut professionnel, le SCA sera sponsorisé par Samda Assurances (1986-1990). Depuis les années 1990, le club a ses sponsors historiques, comme l'entreprise Demouselle, l'hypermarché Rond-Point (1979-1996), devenu Géant Casino (1996-2009) puis Hyper U (depuis 2009). Puis des organisations locales viennent sponsoriser le Sporting.

## Structures du club

### Structures sportives
Le SC Abbeville joue tous ses matchs et s'entraîne au stade Paul-Delique (voir la page du stade).

### Aspects juridiques et économiques

#### Statut juridique et dénomination du club
Le Sporting Club Abbevillois Foot Côte Picarde est une organisation privée à but non-lucratif, c'est-à-dire une association. Sa finalité est de fournir des services à ses adhérents. Le SC Abbeville est donc une association loi 1901. Sa mission est de partager un loisir sportif. Les principales ressources financières du SCA sont les cotisations des licences et les subventions publiques, mais aussi les différentes actions mises en place (loto, brocante, bal de fin de saison...) et l'aide de ses sponsors. Elle possède un salarié en contrat à durée indéterminée, qui est le directeur de l'école de football Christophe Wargnier, et des bénévoles qui sont souvent licenciés au club. Elle bénéficie du stade Paul-Delique pour ses activités et connaît une renommée au-delà des frontières régionales grâce à ses résultats sportifs antérieurs et son école de football qui a formé de nombreux joueurs (voir dans la liste des joueurs). L'équipe évolue en championnat régional, c'est-à-dire qu'elle possède un champ d'action géographique régional.

#### Éléments comptables
Chaque saison, le SC Abbeville publie son budget prévisionnel de fonctionnement après validation auprès de la DNCG, l'instance qui assure le contrôle administratif, juridique et financier des associations et sociétés sportives de football afin d'en garantir la pérennité. Le budget prévisionnel d'un club s'établit en amont de l'exercice à venir et correspond à une estimation de l'ensemble des recettes et des dépenses prévues par l'entité.
Le tableau ci-dessous résume les différents budgets prévisionnels du club saison après saison.
| Saison | 2015-2016 | 2016-2017 | 2017-2018 | 2018-2019 | 2019-2020 | 2020-2021 | 2021-2022 | 2022-2023 |
| Budget | 227,6 k€  | 264 k€    | 239,5 k€  | 235 k€    | 220 k€    | 220 k€    |           |           |

## Résultats sportifs

### Palmarès
Le club remporte son premier titre, le championnat de Picardie de l'USFSA, en 1907. Il doit ensuite attendre une cinquantaine d'années pour remporter d'autres titres régionaux et départementaux : le championnat de district de la Somme de première division et la Coupe de Picardie en 1954. Ce titre lui permet d'accéder à la division supérieure, la Promotion d'Honneur, le plus petit échelon régional. Deux ans plus tard, alors qu'il n'est pas favori, il remporte le titre de champion de Promotion d'Honneur et accède donc à la Division d'Honneur, l'élite régionale. En 1963, redescendu en Promotion d'Honneur après cinq années en Division d'Honneur, il remporte de nouveau le titre de champion, et remonte en Division d'Honneur. La deuxième saison suivant cette montée, voit le club remporter son premier titre de Division d'Honneur, accédant ainsi pour la première fois à une division nationale, en l'occurrence le Championnat de France amateur. Un autre trophée, la Coupe de Picardie, est remportée trois fois successivement par le club abbevillois de 1965 à 1968.
En 1979, le club remporte le championnat de Division 4 et le droit de jouer, pour la première fois de son histoire, en Division 3. Une première place de groupe un an plus tard lui permet l'accession en Division 2. Depuis le début des années 1990, le club navigue dès lors dans les divisions amateurs nationales et régionales, remportant un titre de champion de Division d'Honneur en 1996 et finissant vainqueur de groupe en CFA 2 en 2001 ainsi que le droit d'accéder au CFA. Si le club ne remporte plus de trophée en championnat, il garnit son armoire à trophée d'une coupe de Picardie en 2006.
| Compétitions nationales | Compétitions régionales |
| --- | --- |
| Championnats - Championnat de France D2 - Meilleure performance : 9e en 1983 et en 1986 - Championnat de France D3 - Vainqueur de groupe : 1980 - Championnat de France D4 (1) - Champion : 1979 - Championnat de France D5 - Vainqueur de groupe : 2001 Coupe - Coupe de France - Meilleure performance : 16e de finaliste en 1963, 1967, 1973, 1983 et 1988 Compétition disparue - Championnat de France USFSA (1894-1919) - Meilleure performance : deuxième tour préliminaire en 1907 | Championnats - Division d'Honneur Picardie (2) - Champion : 1965 et 1996 Coupes - Coupe de Picardie (8) - Vainqueur : 1953, 1966, 1967, 1978, 1989, 1995, 2000 et 2006 Compétition disparue - Championnat de Picardie (1903-1919) (1) - Champion : 1907 |

### Records
Lorsque le club évolue en Division 2 (de 1980 à 1990), la plus longue série de victoires du club est de quatre rencontres, effectuée lors de la fin de la saison 1982-1983. Quant au record de la série la plus longue de matchs de championnat sans défaite, il est réalisé à partir de la saison 1981-1982 : vaincu par l'USL Dunkerque lors de la trente-et-unième journée, les Abbevillois entament une série de sept rencontres sans défaite (trois victoires et quatre matchs nuls), restant invaincu jusqu'au terme du championnat 1981-1982. Cette série continue ainsi la saison suivante puisque Abbeville ne s'incline seulement que lors de la cinquième journée du championnat 1982-1983 contre l'AS Libourne.

### Parcours en Coupe de France
La première performance du club en Coupe arrivera en 1963 : Après avoir éliminé l'US Abbeville (District, 7-2, 2e tour), Mazingarbe (District, 5-0, 3e tour), l'Amiens SC (DH, 3-2 a.p., 4e tour), l'USO Bruay-la-Buissière (DH, 6-0, 5e tour), le SCA doit affronter les pros du CA Paris (Division 2) au Stade Paul-Delique le 23 décembre 1962, s'impose 3-2 et va en 1/32e de finale où ils affrontent le Stade compiégnois (niveau inconnu) au Stade Moulonguet d'Amiens le 20 janvier 1963 où il s'impose 2-0. En 1/16e de finale pour la première fois de son histoire, le SCA affronte les pros du SC Toulon (Division 2) à Mantes-la-Ville le 17 février 1963 après une pause forcée de 2 mois, hormis le match contre Compiègne, à la suite des conditions hivernales très froides dans le nord de la France, le club s'incline honorablement 2-0 contre une équipe qui ira en 1/2 finale de la Coupe de France et montra en Division 1 l'année suivante.
Ensuite viendra 1967 pour sa deuxième performance dans cette compétition. Le club est présent pour la quatrième fois de son histoire au premier tour de la phase finale (32e de finale) de la Coupe de France où le tirage au sort lui donne comme adversaire l'équipe professionnelle de l'AS Cherbourg, alors en deuxième division. Le match se joue à Amiens. L'équipe dirigée par Edouard Harduin s'impose facilement grâce à un doublé de l'attaquant André Breuval. Malgré la réduction du score des joueurs cherbourgeois, le club se qualifie pour la deuxième fois de son histoire en seizième de finale. Il affronte lors du prochain tour le Racing Club de Lens, qui évolue alors trois divisions au-dessus du SC Abbeville. Menée au score par un but à zéro après une heure de jeu, l'équipe lensoise parvient à égaliser en seconde mi-temps avant de triompher dans un match à rejouer deux buts à zéro, les deux clubs n'ayant pu se départager après les prolongations du premier match.

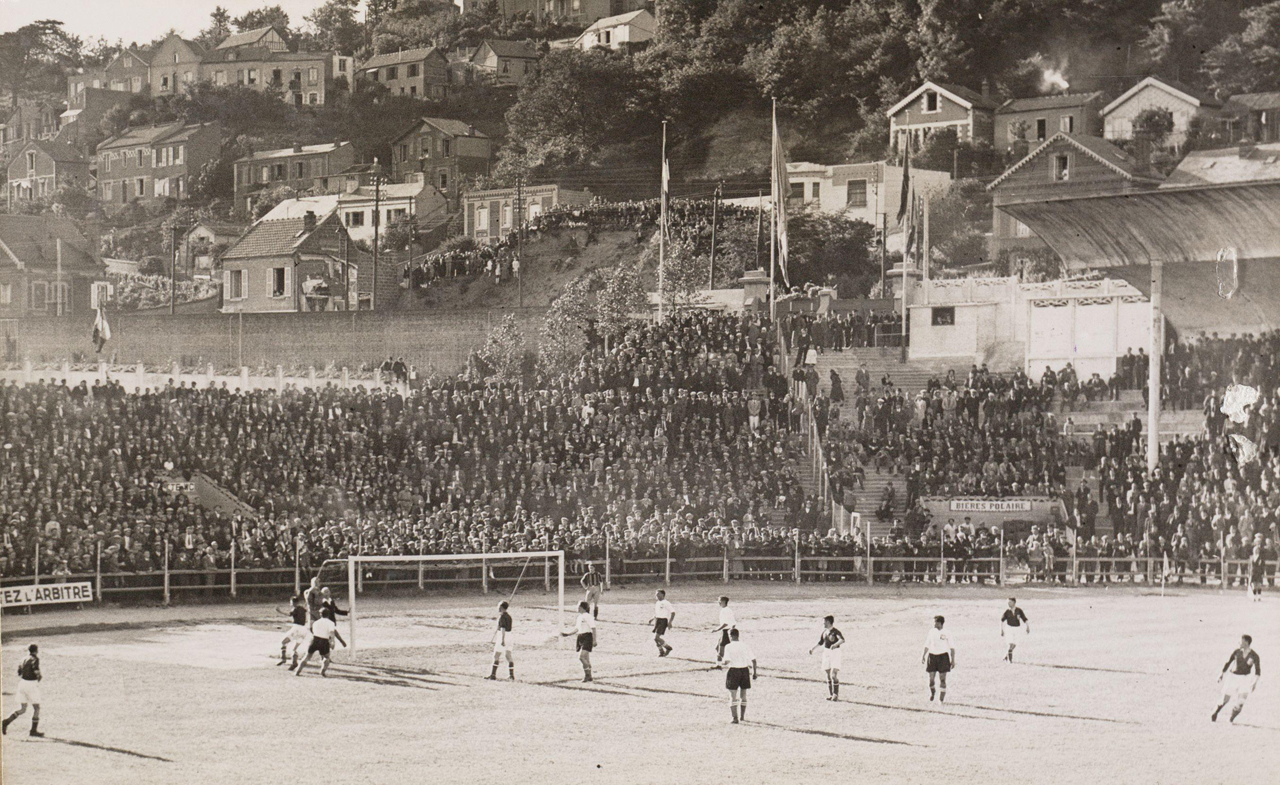
Le Stade de la Cavée verte, ici en 1938, abrite le premier 32e de finale du club en Coupe de France.

Lors de la saison 1972-1973, le club picard passe difficilement le septième tour en s'imposant à domicile par un but à zéro face au CS Meaux, équipe hiérarchiquement inférieure. Au tour suivant, le SC Abbeville affronte le CA Lisieux, qui évolue également en Division 3. L'équipe alors entraînée par François Wicart, remporte le match deux buts à un, au Stade Jules-Deschaseaux du Havre. Cependant, le Red Star 93 stoppe en seizième de finale le parcours du club samarien, qui ne peut rien faire face à un club évoluant en première division. Sept ans plus tard, le club se qualifie devant Les Herbiers, équipe de Division d'Honneur, mais est cependant éliminé en 16es de finale face au Racing Club de Lens aux tirs au but.
Lors de la saison 1982-1983, le club écrit l'une des plus belles pages de son histoire dans cette compétition quand il atteint pour la quatrième fois les 16e de finale, après avoir éliminé l'Amiens SC alors en troisième division et le club de l'USL Dunkerque, qui évolue dans la même division que le SC Abbeville. Le tirage au sort des 16e de finale oppose le club à un pensionnaire de première division, le Paris Saint-Germain FC. C'est la quatrième fois que le SC Abbeville affronte un club de l'élite. La Coupe de France s'effectuant alors dans un système de match aller-retour, la première rencontre se dispute au Parc des Princes que le club parisien remporte dans le dernier quart d'heure (2-0) après l'ouverture du score sur un pénalty généreux. La seconde se joue le samedi 12 mars 1983 dans la soirée au stade Paul Delique d'Abbeville. Les dirigeants voient durant ce match des tribunes remplies, battant ainsi le record d'affluence du stade, avec 9 565 spectateurs recensés, représentant plus d'un tiers des habitants de la ville (on a parlé à l'époque de plus de 12 000 spectateurs, certains n'hésitant pas à se percher dans les arbres ou sur le toit des tribunes). Devant ses spectateurs, les joueurs du SC Abbeville parviennent à faire jeu égal avec les professionnels du club francilien, ouvrant le score dès la première minute de jeu grâce à un but de William Leboucher. Cependant, Dominique Baratelli, gardien international français, contient par la suite les nombreuses frappes des joueurs abbevillois alors entraînés par Pierre Garcia, qui ne peuvent marquer de nouveau, se faisant éliminer à la différence de buts.
Cinq saisons plus tard, le club joue un tour de coupe à Dieppe pour affronter l'US Fécamp qu'il élimine sur le score de deux à un. Au tour suivant, le club est de nouveau éliminé à la différence de buts. Cette fois-ci par le Lille OSC, équipe de Division 1, qui égalise à deux reprises lors du match aller à Abbeville, mais qui s'impose finalement lors du match retour par deux à zéro. Depuis 1988, le club n'a plus atteint les trente-deuxième de finale. En effet, le club picard est souvent stoppé au huitième tour, notamment en 2001 face à l'US Boulogne Côte d'Opale, club de CFA, qui s'impose trois buts à un après prolongation.
En 2005, le SCA atteint pour la dernière fois la phase nationale (7e tour). Alors en CFA2, les Abbevillois affrontent l'US Saint-Omer (DH), contre lequel ils perdent 3 buts à 1.
Lors de la saison 2019-2020, le SCA, alors en R2, arrive à se hisser au 6e tour en sortant Ailly-sur-Somme, pensionnaire de R2, au stade Paul-Delique (2-0), une première depuis 15 ans et une qualification contre l'AC Amiens (CFA2) lors de la saison 2004-2005, quand Abbeville jouait encore en CFA2. En revanche, lors du 6e tour, Abbeville se déplace au Wasquehal Football, alors leader de Régional 1, et s'incline sans démériter 3 buts à 2 devant au moins deux cents spectateurs dont quatre-vingts supporters abbevillois ayant fait le déplacement dans la banlieue lilloise.
Pour la saison 2022-2023, le Sporting toujours en R2 se qualifie au 5e tour de la Coupe, lui permettant de recevoir l'US Vimy, pensionnaire de National 3, au stade Paul-Delique le samedi 8 octobre 2022. Malgré un beau match des Abbevillois, jouant crânement sa chance d'égal à égal, ce sont pourtant les Nordistes, plus réalistes, qui s'imposent 0-3 et se qualifient pour le 6e tour. Ce match a attiré 546 spectateurs payants (sans compter les entrées gratuites) dans les travées de Delique, plus que d'habitude en championnat régional. Vimy n'est pas totalement inconnu à Abbeville, puisque l'entraîneur vimynois n'est autre que Sébastien Léraillé, ancien joueur formé au club, ayant défendu les couleurs rouge et bleu en CFA2 et même en CFA au début des années 2000, qui finira sa carrière au club en 2011 en Division Honneur, avant de devenir éducateur au club et de partir dans divers clubs de la région (Harondel, Pont-Remy, Doullens, Ailly-sur-Somme, Longueau et Vimy), connaissant d'honorables succès.

### Bilan sportif
À l'issue de la saison 2021-2022, le Sporting Club Abbeville totalise 10 participations au championnat de deuxième division nationale et aucune au championnat de première division. Ainsi, le club abbevillois se place en début de la saison 2022-2023 au 71e rang au classement général de deuxième division, établi par la Ligue de football professionnel. Juste devant un certain AS Saint-Étienne.
| Championnat                    | Saisons | Titres | J   | G   | N  | P   | Bp  | Bc  | Diff |
| ------------------------------ | ------- | ------ | --- | --- | -- | --- | --- | --- | ---- |
| Division 2 (1980-1990)         | 10      | 0      | 340 | 93  | 99 | 148 | 347 | 495 | -148 |
| Division 3 (1936-1980)         | 14      | 1      | 374 | 120 | 92 | 150 | 440 | 470 | -30  |
| Division 4 / CFA (1978-2002)   | 2       | 1      | 60  | 24  | 18 | 18  | 86  | 70  | +16  |
| National 3 / CFA 2 (1996-2008) | 11      | 1      | 326 | 114 | 87 | 125 | 411 | 446 | -35  |

| Coupe           | V | F | 1/2 | 1/4 | 1/8 | 1/16 | 1/32 |
| --------------- | - | - | --- | --- | --- | ---- | ---- |
| Coupe de France | - | - | -   | -   | -   | 5    | 9    |

En Coupe de France, le SC Abbeville compte :
- cinq participations aux seizièmes de finale :
  - 1963 contre le SC Toulon (D2, 0-2 à Mantes-la-Ville) ;
  - 1967 contre le RC Lens (D1, 1-1 a.p. à Amiens puis 0-2 lors du match à rejouer à Amiens) ;
  - 1973 contre le Red Star FC (D1, 0-2 à Amiens) ;
  - 1983 contre le Paris Saint-Germain (D1, 0-2 à Paris puis 1-0 à Abbeville) ;
  - 1988 contre le LOSC Lille (D1, 2-2 à Abbeville puis 0-2 à Lille)
- quatorze participations aux trente-deuxièmes de finale :
  - 1924 contre le RC Rouen (0-1 à Rouen) ;
  - 1927 contre l'US Suisse Paris (0-6 à Paris, au stade de la Porte dorée) ;
  - 1932 contre Le Havre AC (3-5 au Havre) ;
  - 1954 contre La Bastidienne Bordeaux (CFA, 0-1 à Blois) ;
  - 1957 contre le FC Grenoble (D2, 0-2 à Amiens) ;
  - 1963 contre le Stade compiégnois (DH, 2-0 à Amiens) ;
  - 1967 contre l'AS Cherbourg (D2, 2-1 à Amiens) ;
  - 1968 contre le RC Lens (D1, 0-1 à Amiens) ;
  - 1973 contre le CA Lisieux (D3, 2-1 a.p. au Havre) ;
  - 1980 contre le RC Lens (D1, 0-0 a.p., 5-6 aux t.a.b. à Amiens) ;
  - 1983 contre l'USL Dunkerque (D2, 1-0 à Amiens) ;
  - 1984 contre l'US Valenciennes-Anzin (D2, 1-2 à Boulogne-sur-Mer) ;
  - 1986 contre l'AS Moulins (D4, 1-3 au Creusot) ;
  - 1988 contre l'US Fécamp (DH, 2-1 à Dieppe)

#### Chronologie des championnats
La frise suivante montre l'évolution des championnats de la Fédération française de football auxquels le SC Abbeville a participé au cours de son histoire.

## Personnalités

### Présidents
Le premier président du club est Claude Neuilles. Il est l'un des membres fondateurs du club. Il est remplacé en 1918 par Paul Delique après 16 ans de mandat. Ce dernier, ancien joueur du club dans les années 1900 et 1910 et également l'un des fondateurs du club, lui succède et passe 5 ans à la présidence en deux fois. Il est à l'origine de la construction du Stade des Sports, inauguré en septembre 1922, qui porte aujourd'hui son nom. M. Lerebours prend la présidence en 1924, puis est remplacé par E. Lotty. M. Dumont, qui succède à M. Crépin qui n'a effectué une seule saison au club, décide de professionnaliser l'équipe et de la faire participer au championnat de troisième division professionnelle. Cependant, en raison d'un manque de ressources financières, le club est dans l'obligation d'abandonner ce statut l'année suivante. En 1950, P. Dairaine prend le poste de président vacant depuis quelques années. Il est actuellement le président ayant effectué le plus long mandat à la tête du club. À la sortie de sa présidence, il réussit à stabiliser le club sommois en Championnat de France amateur et a remporté trois coupes de Picardie. Succédant à M. Robart et M. Fromentin, G. Sivi travaille au développement du club avec lequel il atteint la seconde division. En 1990, J. Fortier prend la présidence d'un club évoluant alors en Division d'Honneur, arrivant quelques années plus tard à le rehausser à un niveau national. Il laissera sa place à Jean-Marc Blieux qui verra sous sa président le club revenir au 4e échelon du football français. D'autres présidents suivirent pour une douloureuse et progressive descente des résultats sportifs (MM. Philippe, Hornoy & Gédon). En janvier 2015, Jérôme Crépin devient le président du club. En novembre 2019, Jérôme Crépin, devenu président-délégué, est rejoint par David Renoire, ancien joueur du SCA des années 1990 à 2019, et ce dernier prend la présidence en 2020.
Une nouvelle page s'écrit à compter de décembre 2022, après avoir annoncé vouloir passer la main pour raison professionnel, David Renoire laisse sa place de président à Laurent Vincent.
| Rang | Nom             | Période   |
| ---- | --------------- | --------- |
| 1    | Claude Neuilles | 1902-1918 |
| 2    | Paul Delique    | 1918-1922 |
| 3    | M. Lerebours    | 1924-1928 |
| 4    | E. Lotty        | 1928-1933 |
| 5    | M. Crépin       | 1933-1934 |
| 6    | M. Dumont       | 1934-1941 |
| 7    | Paul Delique    | 1941-1942 |
| 8    | M. Dumont       | 1945-1946 |
| 9    | M. Thuillier    | 1946-1947 |

| Rang | Nom                        | Période   |
| ---- | -------------------------- | --------- |
| 10   | P. Deraine                 | 1950-1970 |
| 11   | M. Robert                  | 1970-1974 |
| 12   | M. Fromentin               | 1974-1977 |
| 13   | Gérard Sivi                | 1977-1985 |
| 14   | Paul-Henri Huré            | 1985-1988 |
| 15   | Denis Hénocque             | 1988-1989 |
| 16   | Pierre Fromentin (intérim) | 1989-1990 |
| 17   | J. Fortier                 | 1990-1996 |
| 18   | J.-M. Blieux               | 1996-2003 |

| Rang | Nom                                             | Période                    |
| ---- | ----------------------------------------------- | -------------------------- |
| 19   | Frédéric Philippe                               | 2003-2005                  |
| 20   | Stéphane Hornoy                                 | 2005-2008                  |
| 21   | Didier Gédon                                    | 2008-2014                  |
| 22   | Gérard Menneret                                 | juin 2014-juillet 2014     |
| 23   | Jean-Luc Desmarest (intérim)                    | juillet 2014-janvier 2015  |
| 24   | Jérôme Crépin                                   | janvier 2015-novembre 2019 |
| 25   | Jérôme Crépin (président-délégué) David Renoire | novembre 2019-2020         |
| 25   | David Renoire                                   | 2020-2022                  |
| 27   | Laurent Vincent                                 | depuis décembre 2022       |

### Entraîneurs

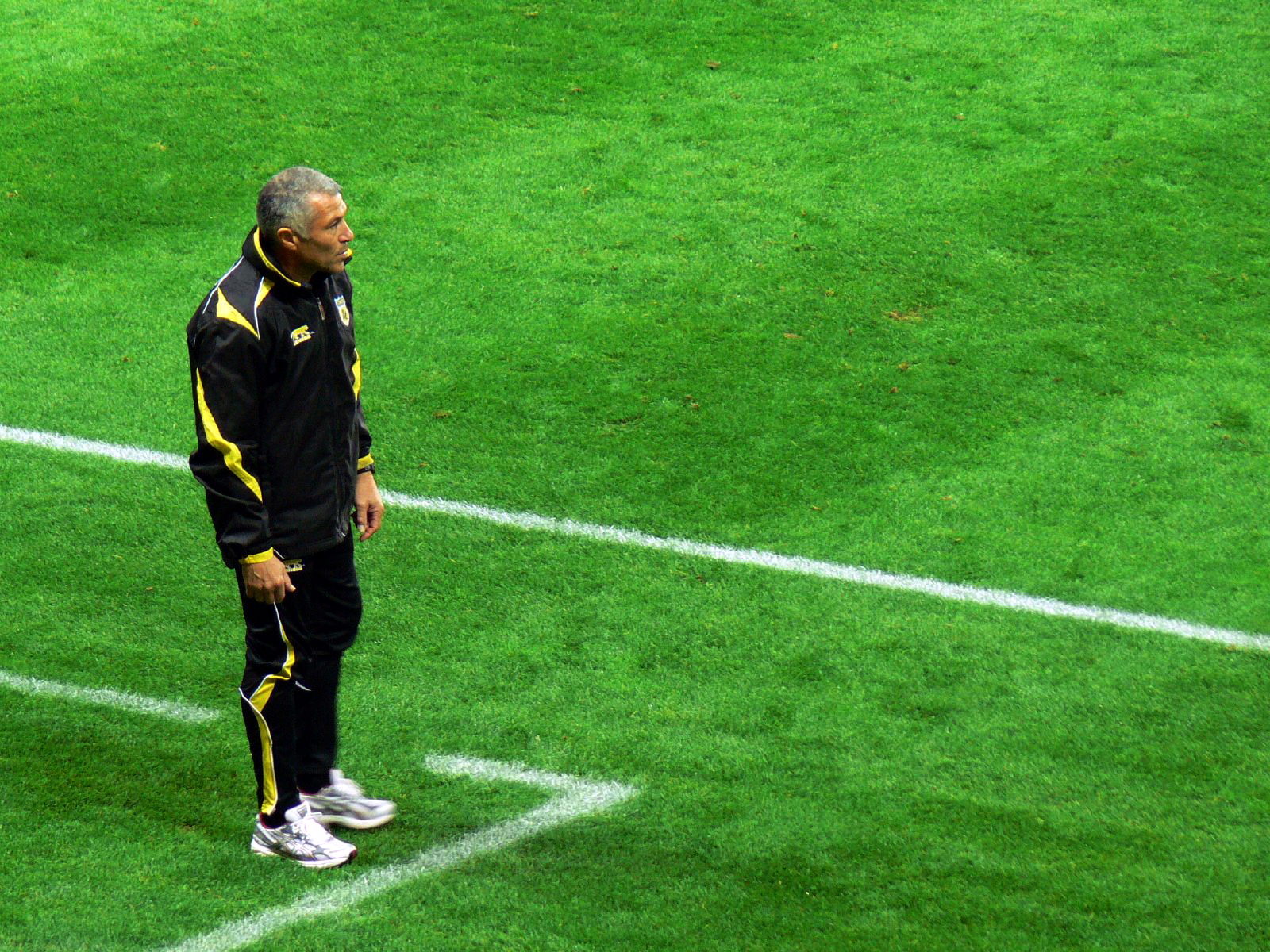
Georges Eo, entraîneur du club entre 1985 et 1987.

Le premier entraîneur connu au club est M. Dufert qui effectuera la saison  1936-1937. Si l'on ne sait pas qui dirigera l'équipe les trois années suivantes, son successeur connu arrive lui en 1940. Il s'agit de André Hurtevent, grand ailier droit, passé au club, ayant été international français à la fin des années 1920, et qui est appelé au chevet du club. Il y reste dans un premier temps une année puis revient en 1961  pour y effectuer trois saisons, et fait monter le club en Division d'Honneur en 1963.
En 1964, l'entraîneur est Édouard Harduin ancien footballeur au club qui reste pendant trois ans et fait monter le club en Championnat de France amateur. Lui succède François Wicart, entraîneur qui stabilise le club dans cette division malgré quelques repêchages. En 1974, Joseph Donnard n'effectue qu'une année à la tête de l'équipe première, du fait que le club est maintenu aux points avec le FC Dieppe et Le Havre AC. Claude Andrien, qui malgré une descente en Division d'Honneur en 1977, fait remonter le club en Division 4 Nord.
Robert Tyrakowski arrive en 1978. Sous son autorité le club passe de la quatrième division à la Division 2, soit deux promotions, il fait disputer de grands matchs de coupe de France au club, notamment un 16e de finale contre le Racing Club de Lens en 1980, et remporte le championnat de Division 3 la même année. En 1994, après son départ de l'équipe première en 1982, il décide de revenir au club, et fait monter de nouveau monter le club en National 3. Il quitte le club à la fin de la saison 1997-1998.
Après le départ de Robert Tyrakowski en 1982, Pierre Garcia lui succède. Après avoir effectué trois saisons, il est remplacé lors de la saison 1985-1986 par Georges Eo, en provenance du Red Star. Ayant pour objectif le maintien du club en seconde division, se succèdent ensuite au poste d'entraîneur Patrick Gonfalone, qui reste trois ans au club la dernière étant celle de la relégation administrative en Division d'Honneur, Jean-Marc Souply qui effectue une saison dont la fin avec Jean-Pierre Plet durant laquelle le club est de nouveau relégué en Promotion Honneur, puis Jean-Louis Delecroix qui permet au club samarien de retrouver l'élite régionale en 1993.
À l'entame du XXIe siècle, Michel Albaladéjo réussit à faire monter le club en Championnat de France amateur (4e Division). Après être redescendu la saison suivante, il décide de quitter le club. Robert Buchot, puis Mickaël Debève, consolide le club en Championnat de France amateur 2. Cependant, ce dernier ne peut éviter la relégation en Division d'Honneur en 2008.
Suivront à nouveau une phase descendante, malgré les bonnes saisons sous les ordres de Thierry Dobelle et Jérome Dutitre. Ce dernier ne pouvant empêcher le club de sombrer en Promotion d'Honneur (7e Division).
Sous la houlette de Christophe Wargnier remontera immédiatement en Division d'Honneur pour la saison 2016-2017. Après une saison 2017-2018 où le club frôlera la montée en National 3, le club descend en Régional 2 la saison suivante.
Depuis 2019,, Mathieu Vallois, ancien joueur du club, est l'entraîneur du SC Abbeville. Dès sa première saison, marquée par le coronavirus, le club remonte en Régional 1 et atteint le 6e tour de la Coupe de France mais descend en Régional 2 en 2022.
| Rang | Nom                | Période   |
| ---- | ------------------ | --------- |
| 1    | M. Dufert          | 1936-1937 |
| 2    | André Hurtevent    | 1940-1941 |
| 3    | P. Leroy           | 1946-1952 |
| 4    | M. Szafranski      | 1952-1953 |
| 5    | Jean-Marie Prévost | 1953-1954 |
| 6    | R. Raffi           | 1954-1955 |
| 7    | Jean-Marie Prévost | 1955-1961 |
| 8    | André Hurtevent    | 1961-1964 |
| 9    | Edouard Harduin    | 1964-1967 |
| 10   | François Wicart    | 1967-1974 |

| Rang | Nom                                       | Période           |
| ---- | ----------------------------------------- | ----------------- |
| 11   | Joseph Donnard                            | 1974-1975         |
| 12   | Claude Andrien                            | 1975-1978         |
| 13   | Robert Tyrakowski                         | 1978-1982         |
| 14   | Pierre Garcia                             | 1982-1985         |
| 15   | Georges Eo                                | 1985-mars 1987    |
| 16   | Patrick Gonfalone Jacques Hénot (intérim) | mars 1987-1987    |
| 17   | Patrick Gonfalone                         | 1987-1990         |
| 18   | Jean-Marc Souply                          | 1990-1991         |
| 19   | Jean-Pierre Plet                          | janvier 1991-1991 |
| 20   | Jean-Louis Delecroix                      | 1991-1994         |

| Rang | Nom                 | Période           |
| ---- | ------------------- | ----------------- |
| 21   | Robert Tyrakowski   | 1994-1998         |
| 22   | Michel Albaladéjo   | 1998-mars 2003    |
| 23   | Patrice Bronchart   | mars 2003-2003    |
| 24   | Robert Buchot       | 2003-octobre 2004 |
| 25   | Michaël Debève      | octobre 2004-2008 |
| 26   | Thierry Dobelle     | 2008-2010         |
| 27   | Jérôme Dutitre      | 2010-2015         |
| 28   | Christophe Wargnier | 2015-2019         |
| 29   | Mathieu Vallois     | depuis 2019       |

### Joueurs

#### Joueurs emblématiques

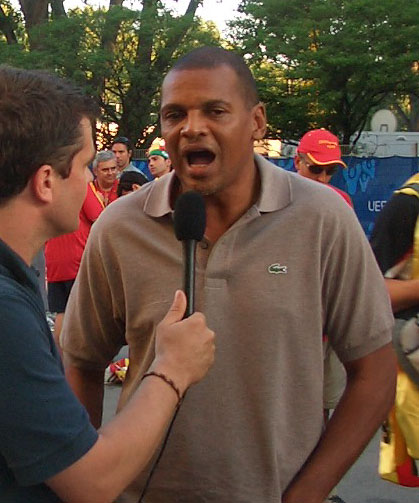
Bernard Lama, joueur du club entre 1982 et 1983.

Le premier joueur véritablement emblématique du club est André Hurtevent. Présent lors des années 1920 et 1930 au club, il reste actuellement le seul joueur international français alors en activité au club. En effet, il participe en mars 1927 au match amical Portugal-France, qui reste aujourd'hui sa seule sélection. Si l'on ne sait pas en quelle année il quitte réellement le club, il devient à deux fois entraîneur du club picard au début des années 1940 et 1960. Guy Hernas rejoint le club en 1965. L'attaquant évoluant au Stade rennais université-club en Division 1 durant trois saisons, décide de terminer sa carrière au SC Abbeville jusqu'en 1968. Des joueurs comme Gérard Corroyer et Gérard Lenglet marquent les années d'après guerre par leur courage et leur efficacité défensive ainsi qu'offensive pour le premier.
Dans les années 1950 et 1960 figuraient dans les rangs abbevillois de futurs joueurs professionnels comme Camille Choquier, originaire d'Eaucourt-sur-Somme et futur gardien du Paris Saint-Germain, Jean Deloffre, futur joueur du RC Lens et Christian Jecker, qui deviendra joueur au Red Star FC.
Dans les années 1970, un joueur fait preuve d'une grande régularité et de fidélité. Pour preuve, Michel François effectuera quatorze saisons au sein de l'équipe abbevilloise avant de se retirer du football en 1981. Les années 1970 sont marquées par de jeunes joueurs prometteurs qui permettront au club d'atteindre les seizièmes de finale de Coupe en France en 1973 : Ladislas Lozano en provenance du RC Joinville, ou encore Serge Goudal qui effectue auparavant cinq saisons au Racing Club de Lens. L'expérimenté Claude Andrien joue au club entre 1975 et 1978. Il est l'un des joueurs qu'il a le plus marqué le club durant cette période.
Avec les années 1980 et la montée en puissance du club, plusieurs autres joueurs marquent durablement le club. Parmi eux figure notamment Marcel Campagnac qui évolue au club entre 1980 et 1982, qui après avoir marqué 20 buts lors de sa première saison, termine meilleur buteur de Division 2. Il part cependant en 1983 pour La Berrichonne de Châteauroux. Bernard Lama est prêté lors de la saison 1982-1983 par le Lille OSC, où il n'effectue aucune apparition officielle. L'attaquant Pascal Schall est repéré par les recruteurs du club dans lequel il est engagé en 1982 en provenance du Valenciennes FC. Pour autant, il quitte le club une année plus tard. Didier Drogba joue également durant cette période au club, dans la catégorie Pupilles, et alors âgé de onze ans, il rejoint le Vannes Olympique Club en 1991. D'autres joueurs abbevillois ont marqué l'histoire du club : Ibrahima Ba, Alain Bienaimé, Patrick Gonfalone, Alain Bouflet ou encore Jean-Pierre Robert, gardien participant à la victoire au match retour en seizième de finale de la Coupe de France en 1983 face au Paris Saint-Germain FC. Le fils d'Ibrahima Ba, Ibrahim Ba, a joué au Sporting de 1982 à 1984 avant de devenir le joueur international que l'on connaît.
Dans les années 1990 et 2000, les promotions et relégations successives du club ne mettent que très peu en avant de joueurs véritablement emblématiques. Cependant, Mickaël Debève choisit de devenir joueur-entraîneur en 2004. Après avoir arrêté sa carrière de joueur en 2007, il quitte le club en 2008 pour entraîner l'équipe réserve du Toulouse Football Club. Pendant cette période, le Sporting Club Abbeville permet à certains joueurs de se révéler comme le Congolais Guy Mukoko qui participera deux ans plus tard au championnat de France de Ligue 2 avec le FC Rouen, ou Djelloul Rezgane qui évolue en 2006-2007 au Hamilton Academical FC en seconde division écossaise. On peut citer également Michael Tavares en 2002-2003 qui disputera quelques années plus tard un match de Ligue des champions avec le Sparta de Prague.
Rémi Mulumba est le dernier footballeur professionnel ayant été formé par le SCA. Passé par les équipes de jeunes, il a fini ses classes à l'Amiens SC, avant de découvrir le Championnat de France de football au FC Lorient sous les ordres de Christian Gourcuff. Il s’installera néanmoins dans la peau d'un titulaire en Bourgogne (Dijon FCO & AJ Auxerre). Il évolue actuellement en Championnat de France de football de Ligue 2 2016-2017 au Gazélec Football Club Ajaccio. Il a également portait le maillot de l'Équipe de France de football dans les catégories jeunes (-17, -18, -19 & -20). Il est maintenant international A pour Équipe de République démocratique du Congo de football. On peut noter aussi le gardien Mickael Ulile, international néo-calédonien, vice-champion du Pacifique 2019 et demi-finaliste de la Ligue des champions 2014-2015 avec le Gaïtcha FCN puis 2017 avec l'AS Magenta et présent au club de janvier 2019 à 2021. Il fera aussi le doublé Championnat-Coupe en 2018.
À une échelle plus modeste, Fernand Duchaussoy, ancien président de la Fédération française de football et originaire de Berck, a joué au Sporting en tant que gardien de but entre la fin des années 1950 et le début des années 1960, en particulier pendant la saison 1962-1963 (il sera gardien remplacement lors du 1/16e de finale contre le SC Toulon), avant de devenir dirigeant. Il faisait ses études au lycée Boucher de Perthes de la ville puis à Amiens au moment où il jouait au club.
| \| Opila Damen Robinson Mouchon Gomel Lozano Monvoisin Couto Leboucher Outrequin Millevoye \| Équipe de la montée en D2 (1980). |
| Opila Damen Robinson Mouchon Gomel Lozano Monvoisin Couto Leboucher Outrequin Millevoye                                         |

| Opila Damen Robinson Mouchon Gomel Lozano Monvoisin Couto Leboucher Outrequin Millevoye |

| \| Robert Ba Labarthe Mouchon Gomel Seweryn Bienaimé Couto Leboucher Schall Hanquez \| Équipe qui affronta le PSG · le 12 mars 1983. |
| Robert Ba Labarthe Mouchon Gomel Seweryn Bienaimé Couto Leboucher Schall Hanquez                                                     |

| Robert Ba Labarthe Mouchon Gomel Seweryn Bienaimé Couto Leboucher Schall Hanquez |

| \| Willsch Hecquefeuille Mukoko Rezgane Coevoet Huray Marque Letouzé Léraillé Demoulin Clément-Demange \| Équipe de la dernière saison du club · en CFA (2001-2002) |
| Willsch Hecquefeuille Mukoko Rezgane Coevoet Huray Marque Letouzé Léraillé Demoulin Clément-Demange                                                                 |

| Willsch Hecquefeuille Mukoko Rezgane Coevoet Huray Marque Letouzé Léraillé Demoulin Clément-Demange |

| Clast | Nom                | Période             | Matchs |
| ----- | ------------------ | ------------------- | ------ |
| 1     | Gilles Mouchon     | 1975-1987           | 220    |
| 2     | Michel Gomel       | 1978-1986           | 198    |
| 3     | Alberto Couto      | 1975-1988           | 193    |
| 4     | Jean-Pierre Robert | 1981-1988           | 189    |
| 5     | Sylvain Hanquez    | 1980-1989           | 165    |
| 6     | Camille Geffriaud  | 1986-1990           | 130    |
| 7     | Laurent Labarthe   | 1981-1985           | 128    |
| 8     | Alain Bouflet      | 1981-1987           | 103    |
| 9     | Alain Bienaimé     | 1980-1983 1984-1986 | 101    |
| 10    | Valentin Renoire   | depuis 2017         | 100    |

| Clast | Nom                 | Période   | Buts |
| ----- | ------------------- | --------- | ---- |
| 1     | Alain Bouflet       | 1981-1987 | 36   |
| 2     | Marcel Campagnac    | 1980-1982 | 27   |
| 3     | William Leboucher   | 1977-1986 | 23   |
| 4     | Malick Fall         | 1987-1990 | 18   |
| 5     | Michel Gomel        | 1978-1986 | 17   |
| 6     | Philippe Levève     | 1987-1989 | 15   |
| 6     | Sylvain Hanquez     | 1980-1989 | 15   |
| 8     | Daniel Kutermak     | 1985-1987 | 14   |
| 8     | Fabrice Winieski    | 1987-1989 | 14   |
| 10    | Jean-Paul Monvoisin | 1974-1983 | 13   |

#### Internationaux
- Youssef Haraouï (1989-1990)
- Jean-Jacques Etamé (1989-1990)
- Gilbert Massock (depuis 2003), 2 sélections en équipe du Cameroun (1994-1995)
- / Rémi Mulumba (formé au club, jusqu'en cadets), en sélection jeunes de l'équipe de France (2008 à 2013) puis International A pour l'équipe de République démocratique du Congo de football depuis 2015
- Didier Drogba (1989-1990 en pupilles), vice-champion d'Afrique 2006 et 2012
- Michel Goba (1989-1990)
- Patrice Zéré (1989-1990)
- Ibrahim Ba (1982-1984 en benjamins), réserviste pour la Coupe du Monde 1998
- Franck Brogniart (1983-1987, international universitaire en 1984)
- Michaël Debève (1984-1986 puis 2004-2008), international espoir de 1990 à 1991
- Jean Deloffre (1957-1958), international en 1967
- André Hurtevent en 1927
- Bernard Lama (1982-1983), champion du Monde 1998 et champion d'Europe 2000
- William Leboucher (1977-1986, international amateur en 1982)
- Marie-Charlotte Léger (2008-2012), 9 sélections entre 2015 et 2018
- Pauline Moitrel (2009-2014), 3 sélections en U19 de 2017 à 2018
- Jean-Pierre Robert (1981-1988, international amateur en 1982)
- Sophie Ryckeboer-Charrier (1979-1981), 42 sélections entre 1980 et 1990
- Wilnold Allogho (formé au club), international cadets (en 2013), participant à la CAN U17 en 2013
- Frédéric Benon (depuis 2006), 5 sélections et 2 buts en équipe de Guadeloupe (2002)
- Amadu Baldé (2007-2010), 1 sélection en équipe de Guinée-Bissau (2003)
- Joffrey Torvic (2014-2015), 8 sélections et 2 buts en équipe de Guyane (depuis 2012)
- Hans Henriksen (1987-1989)
- Mickael Ulile (janvier 2019-2021), 9 sélections depuis 2018, participant aux qualifications de la Coupe du monde 2018, vice-champion du Pacifique 2019
- Ibrahima Ba (1982-1983)
- Malick Fall (1987-1990), 3 sélections en 1992
- Mickaël Tavares (2002-2003), 29 sélections depuis 2009

#### Internationaux français
| Joueur                    | Sélections  | Période   | Sél. (total) |
| ------------------------- | ----------- | --------- | ------------ |
| André Hurtevent           | 1           | 1927      | 1            |
| Sophie Ryckeboer-Charrier | 5           | 1980-1981 | 42           |
| Jean-Pierre Robert        | 1 (amateur) | 1982      | 1            |
| William Leboucher         | 1 (amateur) | 1982      | 1            |
| Rémi Mulumba              | 1 (U17)     | 2008      | 15           |
| Marie-Charlotte Léger     | 6 (U16)     | 2012      | 55           |

## Culture populaire

### Rivalités
Le derby picard s'est disputé, dans la deuxième partie des années 1980, entre le SCA et son rival isarien, l'AS Beauvais Oise. Le bilan est nettement en faveur du club de l'Oise, avec six victoires beauvaisiennes, contre deux victoires abbevilloises et deux matchs nuls.
Au niveau du département de la Somme, la suprématie samarienne est disputée contre l'Amiens SC, situé à seulement quarante-cinq kilomètres d'Abbeville et qui s'est retrouvé à plusieurs reprises dans le même championnat que le club abbevillois au gré des montées et descentes de chaque club. Les matchs entre les deux clubs sont souvent l'occasion de doubler les affluences, comme lors de la rencontre de février 1967 au stade Moulonguet qui voit les Abbevillois s'imposer cinq buts à quatre après de nombreux rebondissements. Le SC Abbeville a de plus participé à la Division 2 entre 1980 et 1990 à une époque où l'Amiens SC oscillait entre cette Division 2 et la Division 3. Les deux clubs se sont ainsi retrouvés dans le même groupe de Division 2 lors des saisons 1984-1985 et 1986-1987, les rencontres se terminant par trois matchs nuls et une victoire abbevilloise,. La dernière rencontre entre les deux clubs date du 10 octobre 2015 lors du 5e tour de la Coupe de France au stade Paul-Delique, Abbeville évolue en PH (7e division) et Amiens en National (3e division). Les Amiénois ne s'imposent qu'à la dernière seconde sur un coup franc d'Emmanuel Bourgaud.
Au niveau de la Baie de Somme, le rival le plus important se nomme l'AS Gamaches, à la lutte régulièrement pour la suprématie sur la Côte Picarde. Depuis 1990 et le dépôt de bilan du SCA, les deux équipes se sont rencontrées douze fois en matchs officiels. Certains matchs sont à gros enjeu comme celui du 18 avril 1993 au stade Paul-Delique, devant plus de 2500 spectateurs, en Promotion Honneur, pour déterminer qui sera promu en Division Honneur : Abbeville s'impose 1-0 contre les Vimeusiens et termine champion, ou encore celui du 10 mars 2019 à Gamaches où les deux équipes, qui occupent les deux dernières places de Régional 1, s'affrontent pour un choc décisif pour éviter la descente en Régional 2. Le 10 novembre 2019, alors que Gamaches bat le SCA 1-0 chez eux lors de la 6e journée de Régional 2, des inscriptions sur le tableau d'affichage mentionnent les Abbevillois de « rats », ce qui provoque un tollé dans les tribunes du côté abbevillois et dans les médias régionaux. De ce fait, un des dirigeants de l'AS Gamaches est interdit de match au stade Paul-Delique pour le derby retour, match retour qui n'aura jamais lieu à cause de l'épidémie de coronavirus et la fin prématurée des championnats. Gamaches sera aussi sanctionné d'un retrait de 3 points au classement mais conserve sa victoire contre le SCA. Pour la saison 2022-2023, le SCA et l'ASG vont se retrouver en Régional 2. Pour ce derby aller le dimanche 13 novembre 2022 en soirée (17h30), le SCA se déplace au stade Serge-Leleu pour affronter les Verts. Après avoir ouvert le score à la 23e minute par Anthony Wyka puis doublé la mise à la 29e minute par Alexandre Hecquet, les Abbevillois encaissent un but à la 38e minute de Jonathan Bideau. Pis, les Gamachois égalisent à la 70e minute par le même joueur. Devant 750 spectateurs dans les travées du stade de la Vallée de la Bresle, Abbeville et Gamaches se séparent sur un score nul, voyant ainsi les Abbevillois à 4 points des places pour la montée et 3 points seulement devant la zone rouge. Le match retour aura lieu le week-end du dimanche 23 avril 2023.
La rivalité est désormais croissante entre Abbeville et Gamaches, surtout sur un certain plan démographique et social : d'un côté, Abbeville, ville de 22 000 habitants et ville-centre d'une unité urbaine de 25 000 habitants et d'une aire d'attraction de 55 000 habitants, chef-lieu d'arrondissement bien implanté stratégiquement entre Paris, Amiens, Calais, Lille et Rouen et point de convergence entre les autoroutes A16 et A28, ainsi que les anciennes routes nationales 1, 25, 28 et 35, club doté d'un stade, le stade Paul-Delique, de 5 000 places, ayant connu la Division 2 professionnelle entre 1980 et 1990, un bassin de population et une aire d'attraction en sa faveur, tributaire d'un budget de 250 000 €, énorme pour la division, et représentant un club de "bourgeois" et sans véritable ambiance depuis la fin des années D2 selon l'image qu'il renvoie auprès du public ; d'un autre côté, Gamaches, bourgade de 2 500 habitants et ville-centre d'une unité urbaine de 3 200 habitants car seulement entourée par Longroy, chef-lieu de canton, au milieu des champs et traversée seulement par les anciennes routes nationales 15bis et 336 et à 10 minutes de la sortie de l'autoroute A28 à Blangy-sur-Bresle, dont l'histoire est marquée localement mais participant à 2 saisons de Division Honneur en 1995-1996 et 2018-2019, doté d'un stade, Serge-Leleu, de 1 500 places au maximum et d'une seule tribune, tributaire d'un petit budget de 80 000 € et représentant le monde "ouvrier" et simple, dont la ville s'est construite autour des usines et des activités agricoles, et à l'image bien populaire auprès des "footeux" locaux, se reconnaissant plus dans la mentalité "simple" et "peu fière" de Gamaches, et aux supporters chaleureux et donnant de la voix dans les tribunes de Serge-Leleu. Ce sont donc 2 mondes bien distincts qui s'affrontent, même si les différences sociales ne se voient pas vraiment sur le terrain et dans les tribunes, car les joueurs et les supporters sont essentiellement des ouvriers, des employés non-cadres, des chômeurs, des petits retraités ou des jeunes lycéens issus de familles ouvrières, et ce des 2 côtés, une différence sociale légèrement plus marquée au SCA.
Le 23 avril 2023, le match retour de ce derby a lieu au stade Paul-Delique pour la 17e journée. Et devant 1 243 spectateurs payants, les joueurs de l'AS Gamaches s'imposent 1-0 (but de Thomas Pallier à la 35e minute), devant de nombreux supporters vimeusiens, venus remplir le stade Delique, dans une ambiance conviviale et bon enfant.
En Baie de Somme, il y a eu d'autres derbys (moins tendus) face à l'US Friville-Escarbotin, principalement dans les années 1990 avec le dépôt de bilan du SCA de D2 en DH et la prospérité de l'USFEB en National 3. Les deux clubs se disputaient la suprématie sur la Côte Picarde. Lors de la saison 1996-1997, les deux clubs se sont retrouvés en National 3, se terminant sur un maintien abbevillois et une relégation frivilloise.
Pour la saison 2003-2004, un troisième Club en la personne du Eu FC dispute la suprématie régionale. Ce Club est une exception car la ville est en Seine-Maritime mais collé à la Somme avec son union des Trois Villes Sœurs avec Mers-les-Bains et Le Tréport.
Au niveau local, l'US Abbeville est le rival le plus important pour les équipes réserves du club. En effet, beaucoup de joueurs (et encadrant) oscillent entre les équipes réserves du SCA et l'US Abbeville. Menant cette confrontation à de l'engagement dans la lutte à la suprématie local.
| \| SC Abbeville 0Amiens SC 0AS Beauvais 0US Abbeville 0US Friville-Escarbotin 0AS Gamaches 0Eu FC \| Localisation des rivaux du SC Abbeville |
| SC Abbeville 0Amiens SC 0AS Beauvais 0US Abbeville 0US Friville-Escarbotin 0AS Gamaches 0Eu FC                                               |

| Club             | Saisons | J  | V | N | D | Bp | Bc | Diff |
| ---------------- | ------- | -- | - | - | - | -- | -- | ---- |
| AS Beauvais Oise | 5       | 10 | 2 | 2 | 6 | 5  | 13 | -8   |
| Amiens SC        | 2       | 4  | 1 | 3 | 0 | 4  | 3  | +1   |

| Club                   | Saisons | J  | V | N | D | Bp | Bc | Diff |
| ---------------------- | ------- | -- | - | - | - | -- | -- | ---- |
| AS Gamaches            | 7       | 12 | 5 | 4 | 3 | 15 | 9  | +6   |
| US Friville-Escarbotin | 4       | 7  | 4 | 1 | 2 | 16 | 9  | +7   |
| Eu FC                  | 1       | 2  | 2 | 0 | 0 | 5  | 0  | +5   |

### Soutien populaire

#### Supporters
Dans les années 1980, le SCA pouvait compter sur un soutien infaillible de ses supporters. À cette époque où Abbeville avait atteint son apogée en Division 2, le club comptait 2 groupes de supporters : le Club des Supporters qui donnait de sa force pour s'occuper du stade bénévolement les soirs de match (friterie, buvette, billetterie, boutique-souvenir...) et la fanfare pour le SCA qui accompagnait les joueurs durant tout le match avec ses chants et ses encouragements. Cette dernière a été élue Meilleur public de France de D2 en 1987.

#### Affluences et supporters
Le Sporting compte plusieurs groupes de supporters dont les Rebelles, créé à la fin de la saison 2000-2001. Le SCA atteint sa meilleure moyenne de spectateurs à domicile lors de la saison 1980-1981, la première du club en Division 2, avec 4403 spectateurs en moyenne par match.
Affluences moyennes du SC Abbeville depuis 1960

#### Supporters célèbres et fidèles anonymes
- Lucien Boizart, supporter fidèle du Sporting de la fin des années 1930 jusqu'à son décès en 2021 et bénévole du club pendant cette même durée, et a été récompensé en 2016 par Jérôme Crépin, président du club, dans sa qualité de fidèle supporter du club.
- René Courte, ancien speaker du stade Paul-Delique pendant de très nombreuses années jusqu'en 1997, originaire de Paris, ancien membre du club des supporters du Sporting et du conseil d'administration du club.
- Jérôme Crépin, avocat au barreau d'Amiens et ancien président du Sporting de 2015 à 2019, natif d'Abbeville et originaire du Crotoy. Il est d'ailleurs toujours dans le conseil d'administration du club.
- Max Lejeune, ancien maire d'Abbeville (1947-1989), député de la Somme (1936-1940 puis 1945-1977), sénateur de la Somme (1977-1995), conseiller général d'Abbeville-Sud (1945-1988), président du Conseil général de la Somme (1945-1988) et ministre de la IVe République (1946-1959), président du Conseil régional de Picardie (1978-1979), vice-président de l'Assemblée nationale (1967-1968 puis 1970-1971), a permis la reconstruction du Sporting à la sortie de la Seconde Guerre mondiale, investit beaucoup d'argent municipal dans le club et était un fervent supporter du club abbevillois.
- Daniel Leullier, ancien boxeur professionnel (82 combats entre 1959 et 1969), originaire de Blangy-sur-Bresle et Rue.
- Michel Pruvot, accordéoniste et chanteur, auteur de la mise à jour de l'hymne du Sporting en 1982 (son père l'avait écrit dans les années 1930), originaire de Rue et domicilié à Drucat.
- Henri Sannier, ancien journaliste, fondateur et présentateur de l'émission Tout le sport sur France 3, originaire d'Eaucourt-sur-Somme.
- M. Stoecklin, supporter du club décédé lors d'un déplacement de supporters pour le match à l'Arras FA le 17 novembre 1963 à hauteur de Cramont.

#### Chansons
La chanson officielle du SC Abbeville est Allez Abbeville, dont la première version a été écrite dans les années 1930 par Guy Spir et composée par Jacques Pruvot. La version actuelle de cette chanson a été reprise en 1982 par le fils de Jacques Pruvot, le célèbre accordéoniste Michel Pruvot et interprétée par l'ancien attaquant du SC Abbeville des années 1950 et 1960 Jacques Lechauguette.

#### Relation avec les médias
Le SCA a toujours été représenté au niveau médiatique local par le Journal d'Abbeville mais aussi par Le Courrier Picard à plus ou moins importante mesure, au fur et à mesure des divisions. Lors de la période en Division 2, le club se voyait retransmettre ses matchs en direct et en intégralité par radiodiffusion sur Radio Côte Picarde, devenue Radio Picardie Littoral, qui était la radio de la Côte picarde des années 1980 à décembre 2014, et sur France Bleu Picardie, la radio de toute la région Picardie. Par ailleurs, le Sporting se voyait filmer ses matchs par télévision sur France 3 Picardie, la chaîne locale à vocation régionale, mais non en intégralité. En effet, les journalistes, qui étaient envoyés d'Amiens, venaient au stade Paul-Delique pour en retransmettre des extraits vidéos lors du journal régional de 12 h ou de 19 h.

## Autres équipes

### Équipes réserves
Le SC Abbeville possède, comme pour la majorité des clubs de football, des équipes réserves qui évoluent dans les divisions inférieures à celle de l'équipe première. Ce nombre monte à deux équipes en 1999, puis à une seule en 2014, cette équipe servant principalement à faire la transition pour les jeunes joueurs entre la catégorie junior (moins de 18 ans) et l'équipe première. Le plus haut niveau atteint par la réserve du club est la Division 4, à laquelle l'équipe participe lors des saisons 1984-1985 et 1989-1990, à l'époque où l'équipe première évoluait en Division 2.
L'équipe réserve joue au stade Paul-Delique, sur le terrain Robert-Tyrakowski en priorité et à défaut sur le terrain no 2, et évolue pour la saison 2022-2023 en Départemental 1 du District de la Somme, deux niveaux en dessous de l'équipe première.
L'équipe végète en Départementale depuis quelques saisons. Elle rate la montée pour 1 pout lors de la saison 2021-2022 sous l'impulsion de Florian Lasséchère. Elle termine derrière son voisin le club du FC Saint Valéry Baie de Somme qu'elle a battu durant la saison.
Elle est entraînée par Frédéric Benon depuis 2024.

### Équipe féminine
La première équipe féminine voit le jour à Abbeville vers 1975 sans qu'aucune date ne soit précisée sous le nom de l'AC Abbeville. L'équipe se constitue et monte rapidement en Division 1 pour la saison 1979-1980 et ce pour 3 saisons jusqu'en 1982 avant de revenir dans l'élite en 1986-1987 pour une seule saison. Le club évoluera aussi 2 saisons en Division 2 entre 1984 et 1986. Le club exclusivement féminin disparaît en 1987. En 1995, le SC Abbeville décide de relancer une section féminine dans son club. L'équipe évoluera avec le nom et les couleurs du club, ainsi qu'au stade Paul-Delique, notamment sur le terrain no 2.
En 2010-2011, l'équipe connaîtra une saison en Division 3 mais l'équipe sera reléguée au terme de cette saison.
En 2014, après une nouvelle saison en Division Honneur, la section féminine du SCA disparaît.

### Équipes de jeunes
Des équipes de jeunes ont aussi été présentes au club tout au long de l'histoire du SC Abbeville.
Elles commencent actuellement à la catégorie U6. Les catégories U17 et U19 sont les deux seules qui possèdent actuellement un championnat national organisé par la Fédération française de football, les équipes jeunes évoluent actuellement dans les divisions régionales, mais l'équipe des U17 évoluera en championnat national lors de la saison 2006-2007, mais ne restera qu'une seule saison à ce niveau.
Nombre d'équipes cadettes et juniors accéderont au niveau national dans les années 1980. Un centre de formation a été créé au SC Abbeville en 1987 grâce au statut professionnel de l'équipe première. Malheureusement, avec le dépôt de bilan de la section professionnelle en 1990, le centre de formation disparaît et les jeunes joueurs partiront ensuite vers d'autres clubs.